# Cirroctopodidae
Cirroctopodidae zijn een familie van weekdieren uit de klasse Cephalopoda (inktvissen).

## Geslacht
- Cirroctopus Naef, 1923